# DESY
DESY (нем. Deutsches Elektronen-Synchrotron, «Немецкий Электронный Синхротрон»; произносится [дэ́зи]) — это самый большой в Германии исследовательский центр по физике частиц, расположенный в Гамбурге и Цойтене. DESY был основан 18 декабря 1959 года в Гамбурге.
Основные направления деятельности DESY — это фундаментальные исследования по физике частиц, физике ускорителей и создание источников синхротронного излучения, а также применение этих источников для исследований в области физики твёрдого тела, биологии, химии. Для этих целей в DESY созданы и эксплуатируются несколько ускорителей частиц.
DESY финансируется главным образом правительством Германии и земель, где находятся исследовательские центры, — Гамбургом и Бранденбургом. Он является членом Объединения имени Гельмгольца.

## Ускорители и другие исследовательские установки

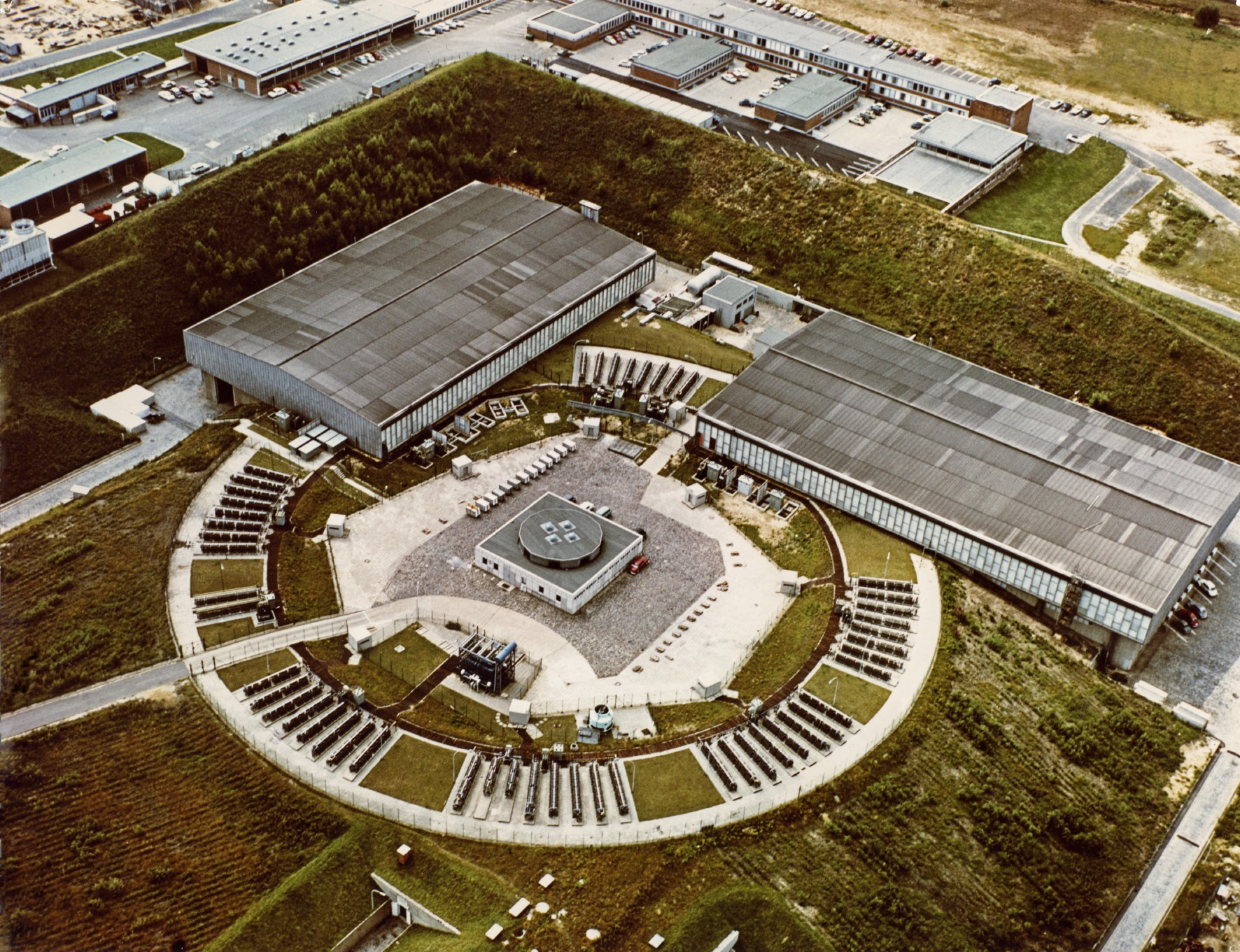
Здание первого синхротрона DESY в 1965 году.

### DESY
Электронный синхротрон DESY ("Deutsches Elektronen-Synchrotron") на энергию 7.4 ГэВ был запущен в 1964 году, став первой крупной установкой лаборатории. До 1978 года работал для экспериментов по ядерной физике. C 1973 года служил бустером для коллайдера DORIS, с 1978 года — для коллайдера PETRA. После глубокого апгрейда превратился в бустерный синхротрон для протонов для коллайдера HERA.

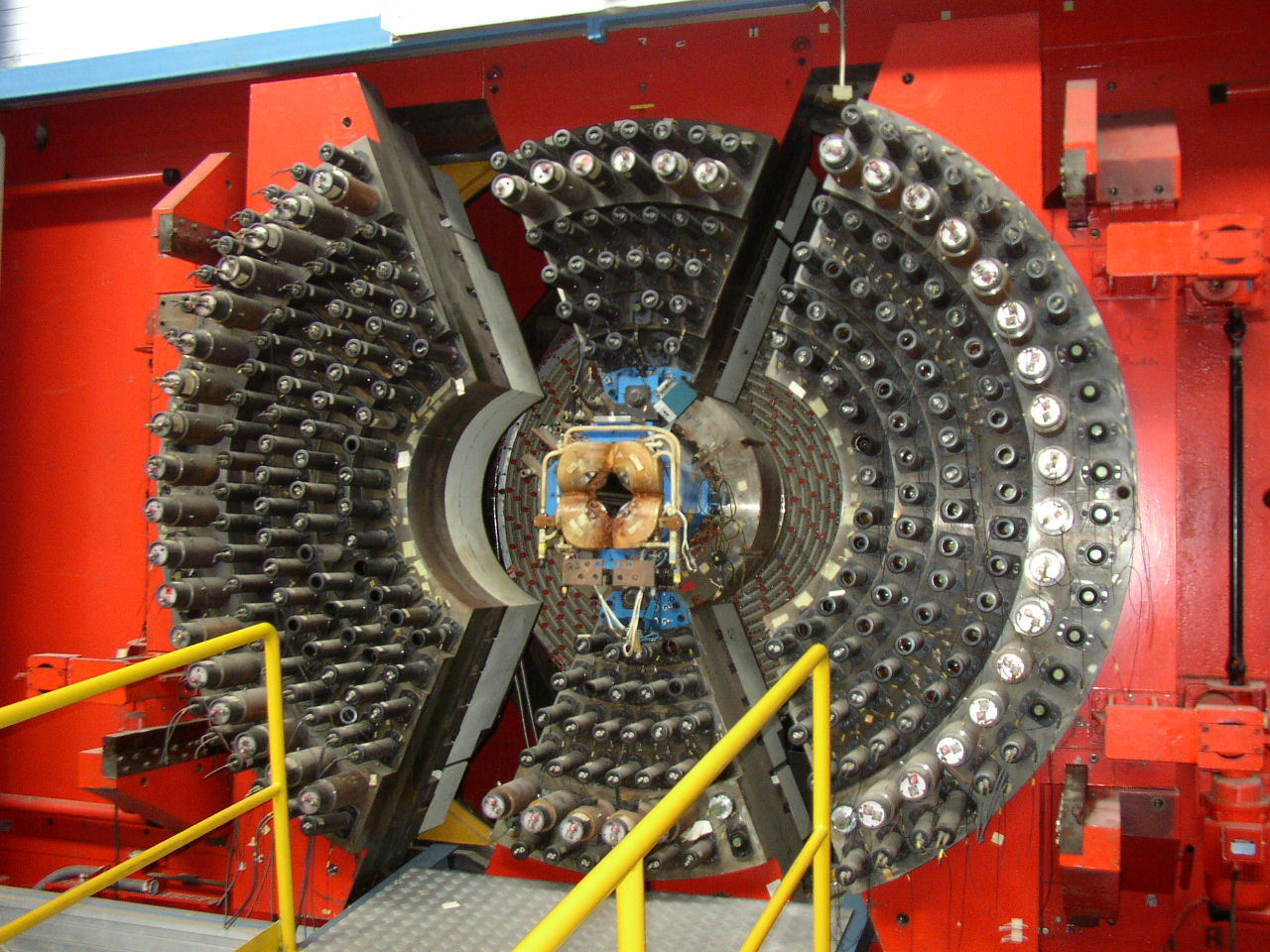
Детектор ARGUS.

### DORIS
Электрон-позитронный коллайдер Doppel-RIng-Speicher (DORIS), запущен в 1974 году на энергии 3.5 ГэВ. В 1979 году модернизирован до энергии 5 ГэВ, работал с детектором ARGUS, исследуя распады B-мезонов. С 1993 года работал как специализированный источник синхротронного излучения, используя позитронный пучок. Остановлен в 2012 году.

### PETRA
Positron–Electron Tandem Ring Accelerator (PETRA) — электрон-позитронный коллайдер на энергию до 19 ГэВ, работал с 1978 по 1986 год с детекторами JADE, MARK-J, PLUTO, TASSO. В 1979 году коллаборация TASSO объявила об открытии глюона. В 1990 году служил предварительным ускорителем пучков протонов, электронов и позитронов для коллайдера HERA. В 2009 году реконструирован в источник синхротронного излучения.

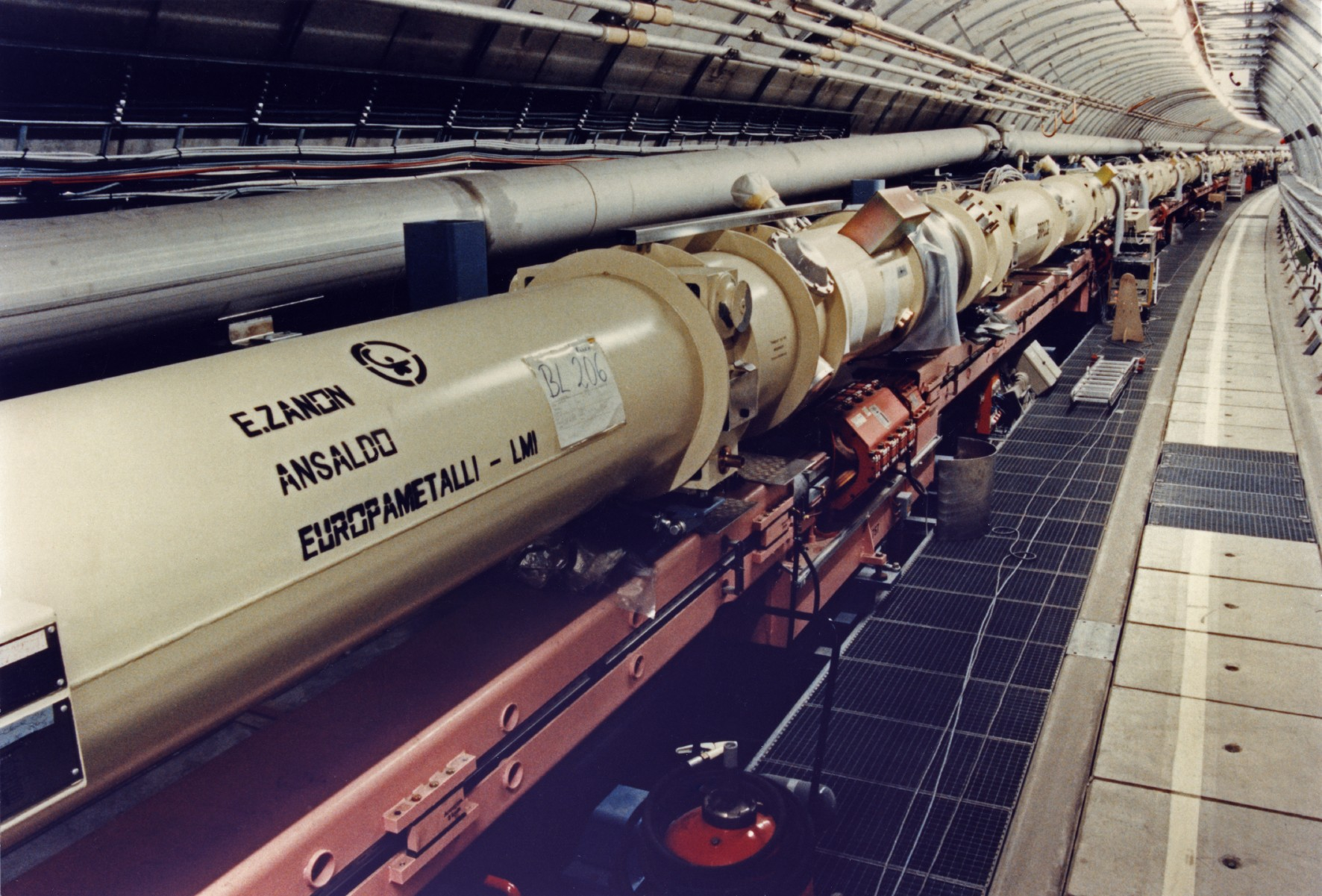
Тоннель коллайдера HERA.

### HERA
Hadron-Elektron-RingAnlage — единственный в истории электрон-протонный коллайдер на энергию 320 ГэВ в центре масс, работавший с 1992 по 2007 годы. Протонный накопитель был сверхпроводящим. На коллайдере работали детекторы H1, ZEUS, HERMES, HERA-B.

### FLASH
Free Electron LASer in Hamburg — лазер на свободных электронах, построенный на базе линейного ускорителя со сверхпроводящими ускоряющими модулями, разработанными для проекта линейного коллайдера TESLA (позже влившегося в международный проект ILC).

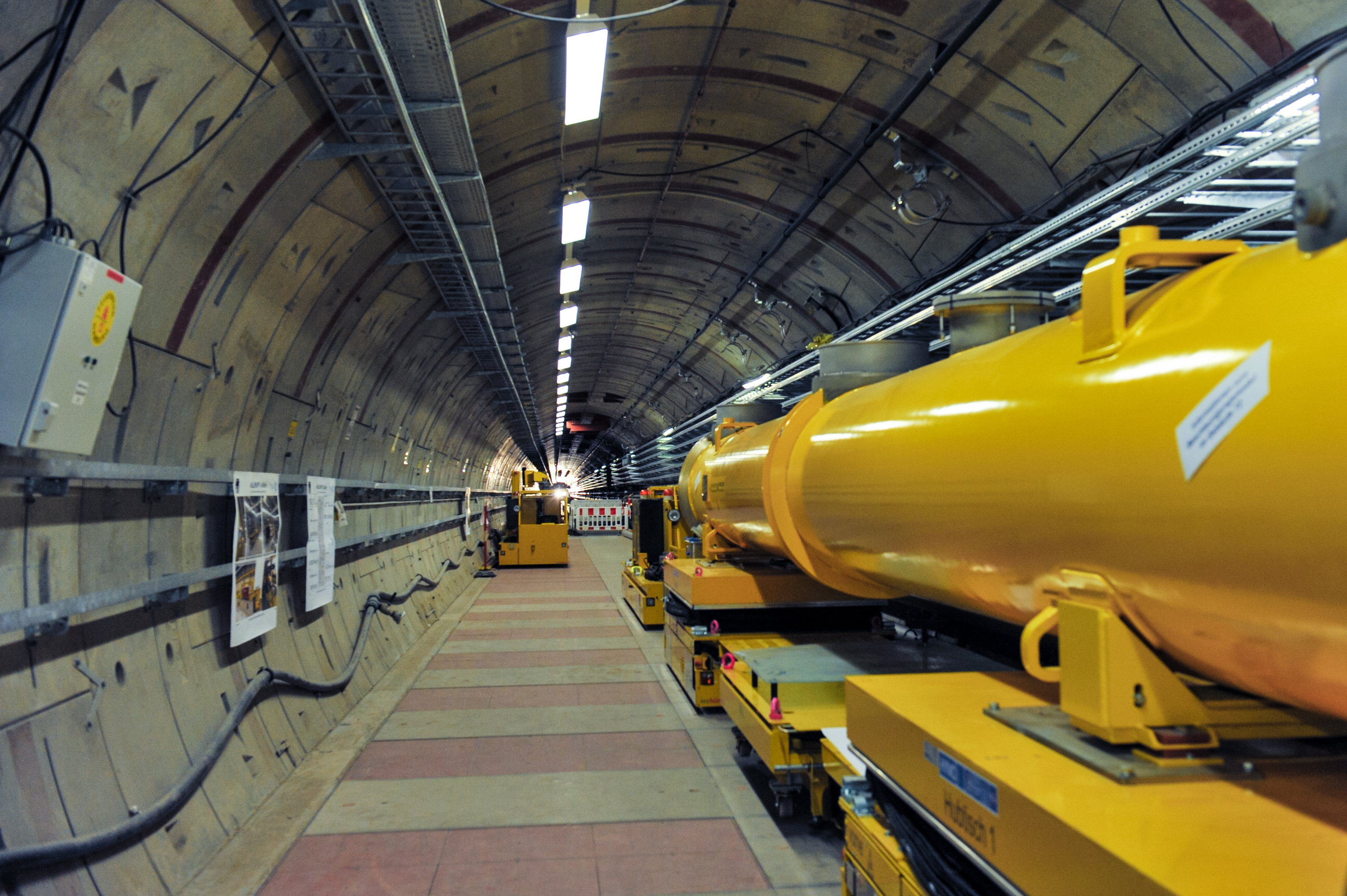
Сверхпроводящий ускоряющий модуль XFEL в тоннеле на стадии строительства.

### European XFEL
Крупнейший лазер на свободных электронах, на базе сверхпроводящего линейного ускорителя электронов длиной 1.4км на энергию 17.5 ГэВ.

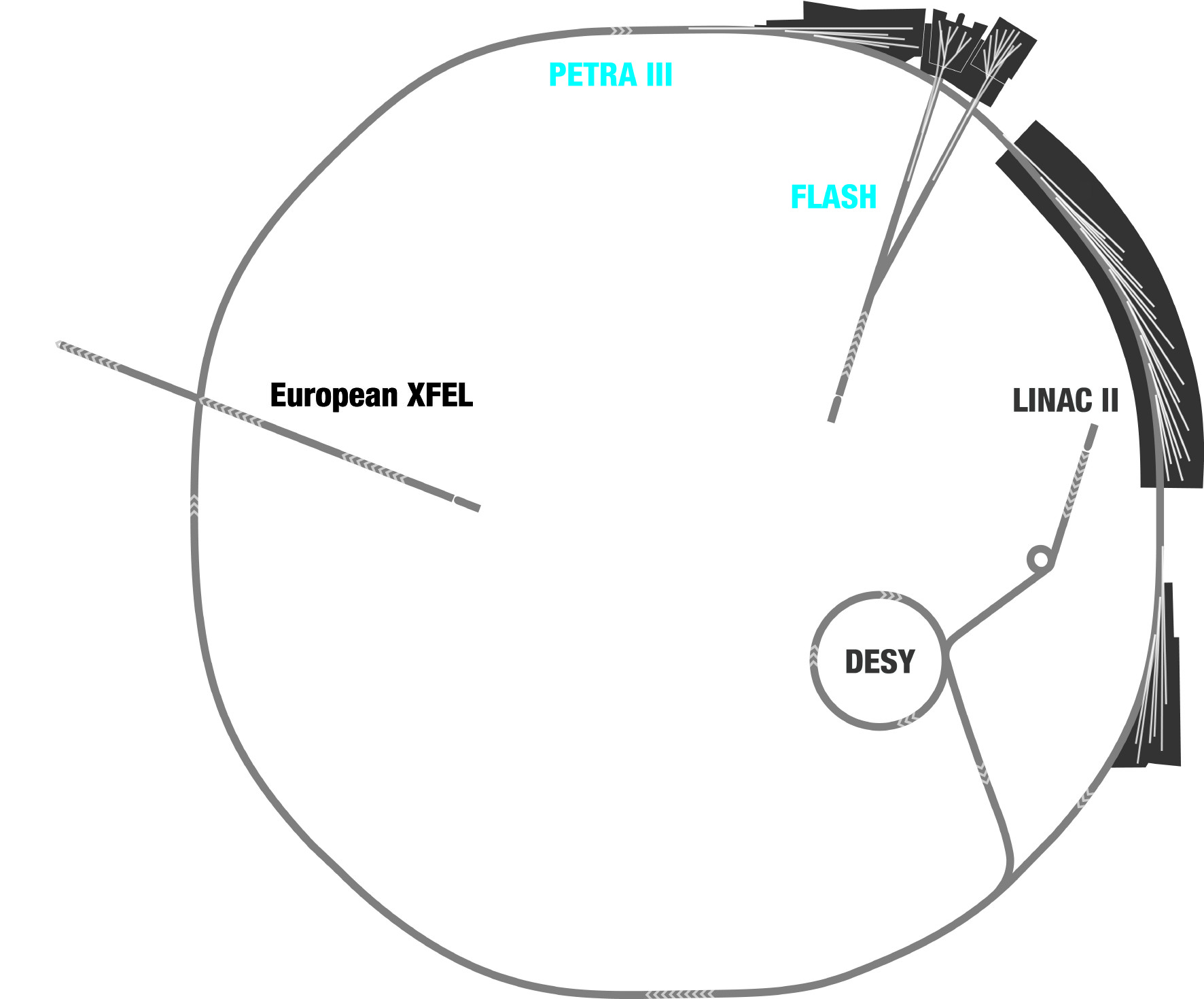
Общая схема ускорительного комплекса DESY.

## Директора
- Ентчке, Виллибальд (1959—1970)
- Пауль, Вольфганг (1971—1972)
- Шоппер, Хервиг Франц[нем.] (1973—1980)
- Volker Soergel[нем.] (1981—1993)
- Bjørn Wiik[нем.] (1993—1999)
- Albrecht Wagner[нем.] (1999—2009)
- Helmut Dosch[нем.] со 2 марта 2009 г.